# Trip.com Group
Trip.com Group Limited er en kinesisk virksomhed, der udvikler og driver rejse-sites og rejse-søgemaskiner. I blandt deres websites kan nævnes: Trip.com, Skyscanner, Qunar, Travix og MakeMyTrip. Deres hjemmesider er tilgængelige på 40 sprog i 200 lande.
Virksomheden blev etableret af James Liang, Neil Shen, Min Fan og Qi Ji i juni 1999.